# Futebol total

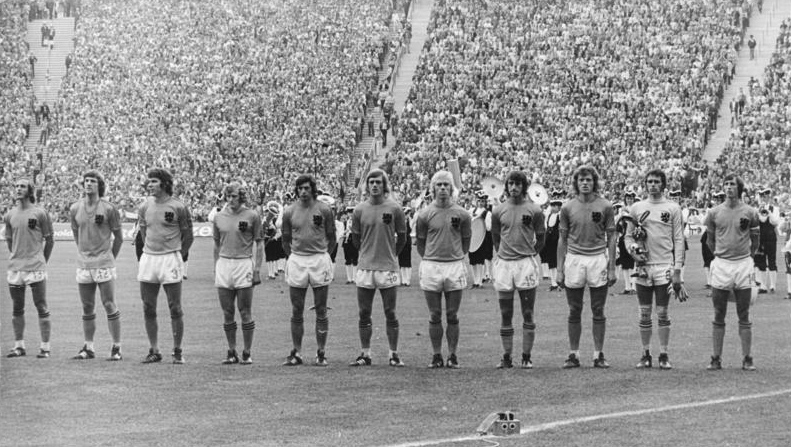
Equipe da Seleção Neerlandesa de Futebol, com a qual se cunhou a expressão futebol total, e que foi batizada de Laranja Mecânica. Esta equipe chegou à final da Copa do Mundo de 1974, perdendo para a Alemanha.

No futebol, Futebol total (Totaalvoetbal em neerlandês, ou Carrossel holandês como é conhecido no Brasil) é um sistema em que os jogadores saem constantemente de suas posições de jogo originais e são substituídos por outros jogadores do time, sem perder a sua estrutura de jogo. Neste sistema, nenhum jogador tem uma posição de jogo fixa, qualquer um pode ser o atacante, o meio campista e o zagueiro. O Futebol total depende muito da capacidade de adaptação de todos os jogadores para funcionar. Funciona com jogadores atentos taticamente, permitindo-os alternar posições em alta velocidade — em outras palavras, todo jogador está apto a desempenhar qualquer outra função. Também cobra um grande esforço técnico e físico dos jogadores.

## História
As origens do Futebol total remontam a Jack Reynolds, treinador do AFC Ajax por 33 anos no começo do século XX. (1915-1925, 1928-1940 e 1945-1947)
Rinus Michels, que jogou sob o comando de Reynolds, se tornou o técnico do Ajax e trabalhou o conceito de seu ex-treinador no que se denominou mais tarde Futebol total, usando-o tanto para o Ajax quanto para a seleção dos Países Baixos nas décadas de 1960 e 1970. Alcançando a final da atual Liga dos Campeões da UEFA na temporada 1968/69 e dominando-a entre as temporadas de 1970/71 e 1972/73 com o Ajax (a temporada de 1969/70 foi vencida por outro time dos Países Baixos, o Feyenoord).
Mais tarde, outros times na Europa adotaram sistemas parecidos com o Futebol total, o próprio Michels dirigiu o FC Barcelona no título da liga espanhola de 1974 antes de dirigir a seleção vice-campeã da copa de 1974. Pupilo de Michels no Ajax e na seleção dos Países Baixos, Johan Cruijff também dirigiu mais tarde o Barcelona com o qual conquistou 4 ligas espanholas entre 1991 e 1994 e o primeiro título europeu do time catalão (feito repetido por outro técnico neerlandês, Frank Rijkaard na temporada 2005/06 com o mesmo Barcelona).